# Calle de San Valentín
La calle de San Valentín es una vía pública de la ciudad española de Segovia.

## Descripción
La vía debe su nombre a Valentín de Segovia, hermano de Frutos, santo patrón este último de la ciudad de Segovia. Nace de la plaza del Socorro y discurre, en gran parte paralela al paseo de los Tilos, hasta llegar a la calle del Puente de Sancti Spiritu. Aparece descrita en Las calles de Segovia (1918) de Mariano Sáez y Romero con las siguientes palabras:

San Valentín.—Parte desde la plazuela del Socorro en el Arco de San Andrés y termina en la del Juego de Pelota. Antes se llamaba del Arco, nombre que ahora lleva otra calle. En efecto, al comienzo de esta de San Valentín, se admira la Puerta o Arco de San Andrés, portada monumental con dos torres, una cuadrada y otra en polígono, casi redonda, arco peraltado, ventanas irregulares, saeteras en cruz, almenas y escudos heráldicos, destinada a la defensa de este barrio y cuenca del Clamores y es lástima que no se haga algo por evitar su desmoronamiento de una de las torres que ya ha empezado a perder parte de sus almenas y remates superiores. Por el lado opuesto no tiene la puerta carácter artístico alguno; en su parte superior contiene a la Virgen del Socorro, alumbrada con limosnas de los fieles. Debajo del arco han puesto modernamente una lápida caliza en honor de los tipos segovianos inmortalizados por el gran Quevedo. Se llama de San Valentín esta calle, por el glorioso Santo hermano de nuestro Patrón San Frutos y natural de Segovia. Se sabe que fué Abad y retirado con sus hermanos cerca de Sepúlveda, vivió solitario en una de las ermitas que allí levantaron. Retirado a Caballar, vivió santamente, hasta que fué degollado por los moros, quedando en este pueblo su cabeza, que veneran cristianamente. Su cuerpo fué llevado a depositar con el de San Frutos y ocultos permanecieron mucho tiempo, hasta que en 15 de agosto de 1558 fueron trasladados los huesos de los Santos hermanos, encerrados en una urna de plata, al altar trascoro de la Catedral. Se admira en esta calle un buen lienzo de muralla bien conservado, observándose algunas piedras con inscripciones romanas copiadas por Somorrostro y que indebidamente aprovecharon para la pared, si bien es verdad que de otro modo no hubieran llegado a nuestro conocimiento. En este sitio están las tenerías o fábricas de curtidos y algunas huertas que riega el Clamores en su margen derecha. Está instalada en esta calle la caritativa institución conocida por «La Gota de Leche». La salida de la calle hacia Sancti Spiritus es un paseo con tilos a los lados y que por eso se llama Paseo de los Tilos.
(Sáez y Romero, 1918, pp. 177-178)